# Adrian Otaegui
Adrian Otaegui (San Sebastian, 21 november 1992) is een Baskisch golfer.

## Amateur
In 2009 speelde hij voor Spanje in het ELTK op de Pan.
In 2010 werd hij 2de in de Coupe Mural en 3de in de Brabazon Trophy. Op 14 augustus 2010 won hij het British Boys Championship op de Kilmarnock (Barassie) Golf Club in Schotland. In de finale versloeg hij Max Rottluff uit Duitsland met 4&3. Hierna werd hij uitgeroepen tot Boys Golfer of the Year.
Twee weken later speelde hij in het continentale team tijdens de Jacques Leglise Trophy op Castelconturbia Golf Club in Castelcovati in Italië.

### Overwinningen
- 2010: Boys Amateur Championship, Spaans Strokeplay-kampioenschap

### Teamdeelnames
- Jacques Leglise Trophy: 2010 (winnaars)
- Junior Ryder Cup: 2008
- Eisenhower Trophy: 2010
- Europees kampioenschap voor amateurteams: 2011
- European Boys' Team Championship: 2009, 2010

## Professional

### Loopbaan
Op 11 juli 2011 werd Otaegui professional. Zijn eerste toernooi was de Credit Suisse Challenge op de Sempacher Golf. Van 2011 tot 2013 speelde Otaegui op de Challenge Tour. In 20133 eindigde Otaegui op de tweede plaats op zowel de Le Vaudreuil Golf Challenge, de Rolex Trophy en de Kazakhstan Open waardoor hij in 2013 7e eindigde op de order of merit van de Challenge Tour. Hierdoor mocht hij in 2014 op de Europese PGA Tour mocht spelen. Ondanks mindere resultaten op deze tour kon hij zijn plaats op de Europese Tour toch behouden dankzij een vijfde plaats op de Tourschool van de Europese PGA Tour. Ook eind 2015 kon Otaegui zijn plaats behouden, dit keer dankzij winst op dezelfde tourschool. In 2016 liet Otaegui zijn eerste podiumplaatsen op de Europese PGA Tour met een tweede plaats op de Lyoness Open en een derde plaats tijdens Made in Denmark.
In 2017 was Otaegui de beste tijdens de Saltire Energy Paul Lawrie Match Play waar hij in de finale kon winnen van Marcel Siem. Een jaar later stond Otaegui voor het eerst in de top-100 van de Official World Golf Ranking onder andere dankzij winst op de Belgian knockout. Later volgden in 2020 nog een overwinning op het Scottish Championship en in 2022 op de Estrella Damm N.A. Andalucía Masters. In 2022 speelde Otaegui ook op de LIV Golf-tour, waarmee hij meteen de eerste golfer uit de LIV-Tour werd die op de Europese PGA Tour kon winnen.
In juni 2023 kreeg Otaegui een boete van 240.000 britse pond van de Europese PGA Tour als gevolg van zijn deelname aan deze toernooien van de LIV-tour in 2022. Daarnaast mocht ook niet deelnemen aan 4 toernooien op de Europese tour

### Overwinningen
| Jaar | Toernooi                              | Tour              |
| ---- | ------------------------------------- | ----------------- |
| 2017 | Saltire Energy Paul Lawrie Match Play | Europese PGA Tour |
| 2018 | Belgian knockout                      | Europese PGA Tour |
| 2020 | Scottish Championship                 | Europese PGA Tour |
| 2022 | Estrella Damm N.A. Andalucía Masters  | Europese PGA Tour |

### Teamdeelnames
- World Cup of Golf: 2018

### Resultaten op deMajors
| Major                 | 2011 | 2012 | 2013 | 2014 | 2015 | 2016 | 2017 | 2018 | 2019 | 2020 | 2021 | 2022 | 2023 |
| --------------------- | ---- | ---- | ---- | ---- | ---- | ---- | ---- | ---- | ---- | ---- | ---- | ---- | ---- |
| Masters Tournament    |      |      |      |      |      |      |      |      |      |      |      |      |      |
| U.S. Open             |      |      |      |      |      |      |      |      |      | CUT  |      |      |      |
| The Open Championship |      |      |      |      |      |      |      |      | CUT  | G.T. |      |      | T55  |
| PGA Championship      |      |      |      |      |      |      |      | T65  | CUT  |      |      |      | CUT  |

CUT = miste de cut halverwege

G.T. = geen toernooi

### Resultaten op deWorld Golf Championships
| Toernooi             | 2011 | 2012 | 2013 | 2014 | 2015 | 2016 | 2017 | 2018 | 2019 | 2020 | 2021 | 2022 | 2023 |
| -------------------- | ---- | ---- | ---- | ---- | ---- | ---- | ---- | ---- | ---- | ---- | ---- | ---- | ---- |
| WGC Kampioenschap    |      |      |      |      |      |      |      |      | T60  |      |      |      |      |
| WGC - HSBC Champions |      |      |      |      |      |      | T62  |      |      | G.T. | G.T. | G.T. |      |

G.T. = Geen toernooi